# Татаринцева Ольга Олексіївна
Ольга Олексіївна Татаринцева (нар. 4 квітня 1967 року, Стара Ушиця) —  художниця, автор інсталяцій та арт-об'єктів. В основному працює з керамікою. Працює як самостійно, так і спільно з чоловіком, художником Олегом Татаринцевим.

## Біографія
О.Татаринцева народилася в селищі Стара Ушиця (Хмельницької області Української РСР) в 1967 році. У 1977—1981 роках навчалася в художній школі районного центру, міста Кам'янець-Подільський. У 1981—1986 роках навчалася в Косівському художньому училищі імені В. І. Касіяна на відділенні кераміки, після закінчення якого у 1987 році вступила до Львівського інституту прикладного та декоративного мистецтва, де навчалася до 1992 року. У 1993 році разом з чоловіком Олегом Татаринцевим, переїхала до Москви.
З 1998 року Ольга — член Міжнародної федерації художників (англ. International Federation of Artists), а з 2001 року — Московського союзу художників.
У лютому 2011 року в Московському музеї сучасного мистецтва відбулася спільна ретроспектива Ольги та Олега Татаринцевих «Максимум винятків» (рос. «Максимум исключений»), де були представлені живопис і керамічна скульптура в дусі американського мінімалізму.

## Роботи у збірках
- Музей Людвіга в Російському музеї, Санкт-Петербург
- Rappaz Museum. Базель. Швейцарія
- Московський музей сучасного мистецтва
- Magnelli Museum and Ceramics Museum. Валлоріс, Франція
- Єкатеринбурзький музей образотворчих мистецтв.
- Всеросійський музей декоративно-ужиткового і народного мистецтва. Москва
- Національний музей-заповідник українського гончарства в Опішному
- Єлагіноостровський палац-музей, Санкт-Петербург
- Музей Декоративно-прикладного мистецтва
- СпбХПА ім. Штігліца, Санкт-Петербург
- Музей Максиміліана Волошина. Коктебель
- Зібрання мерії міста Москви
- Seoul Cyber University. Сеул, Корея
- Львівська академія мистецтв
- Галерея Viartis. Халле, Німеччина
- Галерея Gala. Магдебург, Німеччина
- Галерея Gado, Прага
- Колекція Jean Mishel. Франція

## Персональні виставки
- 2017 «Відмова та очікування» Inner Voice gallery. Санкт-Петербург
- 2016 «Simulation of Normality» Nadja Brykina gallery. Zurich Manifesta 11 Паралельна програма
- 2015 «Замість музики» галерея pop/off/art Москва
- 2013 р. «No comment» галерея pop/off/art. Москва
- 2012 р. Ольга і Олег Татаринцеви. Rappaz Museum. Базель. Швейцарія
- 2012 р. Crazy happy merry colours. Універмаг Кольоровий. Москва
- 2011 р. «Максимум винятків» Московський музей сучасного мистецтва
- 2009 р. «Частина і ціле». Галерея pop/off/art. Москва
- 2004 р. Галерея «Viartis». Халле, Німеччина
- 2002 р. Центральний Будинок Художника, Москва
- 2002 р. Галерея Neohaus. Москва
- 2001 р. Компанія «Дон-Строй», Москва
- 2000 р. Культурний центр Словаччини, Москва
- 2000 р. Галерея А-З, Москва
- 2000 р. Виставковий зал Культурного центру України, Москва
- 1999 р. Виставковий зал Тушино, Москва
- 1999 р. Центральний Будинок Художника, Москва
- 1996 р. Посольство України в Росії, Москва
- 1996 р. Галерея Московський художник, Москва

## Art Fair
- 2014 р. Arte Fiera. Болонья. Італія
- 2013 р. Contemporary Istanbul. Стамбул. Туреччина
- 2013 р. Viena Fair. Відень. Австрія
- 2009 р. 13 Міжнародна художня ярмарок «Арт Москва» стенд галереї pop/off/art
- 2008 р. 12 Міжнародна художня ярмарок «Арт Москва», ЦДХ, Москва, стенд галереї pop/off/art

## Групові виставки
- 2014 року International Biennial Vallauris. Франція
- 2013 року Спеціальний проєкт 5-ї Московської бієнале сучасного мистецтва «Департамент праці та зайнятості». Державна Третьяковська галерея. Музей сучасного мистецтва. Москва
- 2013 року Спеціальний проєкт 5 Московської бієнале сучасного мистецтва «Медіадвор». Вища школа економіки. Москва
- 2012 року Metageo. Nadja Brykina galley. Цюріх. Швейцарія
- 2011 року «Врата і двері» Русский музей. Санкт-Петербург.
- 2011 року «Нова скульптура хаос і структура» Новий Музей. Санкт-Петербург.
- 2010 року "Metamorphoses du Modernisme; le Manoir du Contades. Strasborg. France Спільно з К. Голициной О. Лангом. Г. Зухом
- 2010 року «Зупинка школа» спецпроєкт 14-й міжнародного художнього ярмарку Арт Москва.
- 2010 року SRETENKA DESIGN WEEK ^ галерея Марс. Москва
- 2010 року «Girls and abstractions» Borschtgallery. Москва.
- 2010 року "Повітря; Державний Дарвінівський музей. Москва.
- 2010 року «Декоративне мистецтво Москви» Московський будинок художника.
- 2009 року «0.5» галерея pop / off / art. Москва
- 2009 року «Нова скульптура хаос і структура» галерея на солянка. Москва
- 2009 року «Спальний район» Спеціальний проєкт Третьою Московської бієнале сучасного мистецтва
- 2009 р 13 Міжнародний художній ярмарок «Арт Москва» стенд галереї pop / off / art
- 2009 року «Небесні справи» галерея А 3 Москва
- 2008 р 12 Міжнародний художній ярмарок «Арт Москва». ЦДХ, Москва, стенд галереї pop / off / art
- 2007 р. «75 років МСГ». Манеж, Москва
- 2007 р Галерея XXI століття. Москва
- 2007 р. «Вільне побудова» (спільно з Зурабом Церетелі і Олегом ТАТАРИНЦЕВА). Галерея «Скло», Санкт-Петербург
- 2007 р. «Кераміка і скло на траві». Єлагіноостровському палац-музей. Санкт-Петербург
- 2006 р. «Декоративне мистецтво Москви». МДХ
- 2006 р. «Сонячний квадрат». ЦДХ, Москва
- 2006 р. «Пам'яті Сергія Травникова». МГХПУ ім. С.   Г.   Строганова
- 2005 року «Від білого до чорного». ЦДХ, Москва
- 2005 року «Смак вина» (спільно з Сергієм Радюк і Олегом ТАТАРИНЦЕВА). ЦДХ, Москва
- 2004 р. «Ambiente Rossia», Москва
- 2004 р. «Космос». Російський дім науки і культури. Берлін, Німеччина
- 2004 р. IV Міжнародний фестиваль мистецтв. Магдебург, Німеччина
- 2004 р. «Травників + друзі». МГХПУ ім. С.   Г.   Строганова
- 2004 Виставка декоративно-прикладного мистецтва «Арбат 21». МСГ, Москва
- 2003 р. «Космос». Російський культурний центр. Сантьяго де Чилі, Чилі
- 2003 р Міжнародний симпозіум художників-живописців. Коктебель, Крим, Україна
- 2003 р. «Робота року». ЦДХ, Москва
- 2003 р III Міжнародний фестиваль мистецтв. Магдебург, Німеччина
- 2003 р. «70 років МСГ». Манеж, Москва
- 2003 р. «Сонячний квадрат». ЦДХ, Москва
- 2002 «45 років журналу ДІ». Російська Академія мистецтв
- 2002 «Московський двір». Малий манеж, Москва
- 2002 Виставка журналу ДІ «Масштаб 1: 1» (Разом з Бархін, Тимофєєвим, Лубенніковим, Сторожик)
- 2002 «Хай буде світло». Московський будинок художника
- 2001 р. «Сонячний квадрат». Манеж, Москва
- 2001 р. «Москва   — Петербург». Манеж, Москва
- 2001 р. «Творчі середовища». ЦДХ, Москва
- 2001 р. Міжнародний симпозіум художників   — керамістів. Опішня, Україна (Дипломант)
- 2001 р. «Москва і москвичі». Московський будинок художника
- 2001 р. «Місто». Галерея А-З, Москва
- 2001 р. «Петербург   — Москва». Санкт-Петербург
- 1999 р. «Ambiente». ЦДХ, Москва
- 1999 р. «Робота року». ЦДХ, Москва
- 1998 р. «Вази і квіти». Галерея РОСИЗО, Москва
- 1997 «Молодіжна». Московський будинок художника.
- 1996 «Декоративне мистецтво Росії». ЦДХ, Москва
- 1995 «Молодіжна». Московський Будинок художника
- 1991 «Товариство Доля». Мінеаполіс, США
- 1990 «Осіння виставка». Львів
- 1988 «Світ очима молодих». Львів
- 1987 р. «Виставка кераміки». Ряшів, Польща